# Nikola Kuljača
Nikola Kuljača (serbisch-kyrillisch Никола Куљача; * 16. August 1974 in Belgrad) ist ein ehemaliger jugoslawischer Wasserballspieler. Er gewann mit der Nationalmannschaft von Serbien und Montenegro eine olympische Bronzemedaille, eine Silbermedaille bei Weltmeisterschaften sowie zweimal Gold und einmal Silber bei Europameisterschaften.

## Karriere
Der 1,97 Meter große Torwart Nikola Kuljača spielte den größten Teil seiner Karriere bei VK Partizan Belgrad und war mit diesem Verein auch jugoslawischer Meister 1995 und 2002.
Mit der Studentenauswahl von Serbien und Montenegro gewann Nikola Kuljača 1995 die Goldmedaille bei der Universiade in Fukuoka. In der Nationalmannschaft war er von 1997 bis 2001 meist zweiter Torwart hinter dem zehn Jahre älteren Aleksandar Šoštar, nach dessen Karriereende war Kuljača Ersatzmann für Denis Šefik.
1997 siegte die Mannschaft bei den Mittelmeerspielen in Bari vor den Kroaten. Bei der Europameisterschaft 1997 in Sevilla bezwang die Mannschaft die Kroaten im Halbfinale mit 8:7, unterlag aber im Finale den Ungarn mit 2:3.
2000 nahmen Šoštar und Kuljača in Sydney am olympischen Wasserballturnier teil. Nachdem die Mannschaft aus Serbien und Montenegro ihre Vorrundengruppe gewonnen hatte, besiegte sie im Viertelfinale die Australier mit 7:3. Nach einer 7:8-Halbfinalniederlage gegen die Ungarn gewann die Mannschaft das Spiel um Bronze mit 8:3 gegen Spanien. Kuljača kam in der Vorrunde zu Kurzeinsätzen gegen die Niederlande und gegen Griechenland. Im Jahr darauf bei der Europameisterschaft in Budapest erreichte die Mannschaft aus Rest-Jugoslawien das Endspiel mit einem 8:6 gegen die Kroaten. Im Finale siegte die Mannschaft mit 8:5 gegen Italien.
2003 bei der Europameisterschaft in Slowenien gewann die Mannschaft von Serbien und Montenegro ihre Vorrundengruppe und besiegte Im Viertelfinale die deutsche Auswahl. Nach dem 11:7 im Halbfinale gegen Russland trafen die Serben und Montenegriner im Endspiel auf die Kroaten. Erst in der Verlängerung gelang das 9:8. Im Monat darauf bei der Weltmeisterschaft in Barcelona wurde die Mannschaft aus Serbien und Montenegro in ihrer Vorrundengruppe Zweite hinter dem US-Team. Nach einem 11:3 über Rumänien im Achtelfinale und einem 7:3 über Spanien im Viertelfinale unterlag die Mannschaft im Halbfinale den Italienern mit 5:6. Das Spiel um den dritten Platz gewann das Team mit 5:3 gegen die Griechen. 2004 bei den Olympischen Spielen in Athen stand Kuljača zwar im Aufgebot, bekam aber keine Einsatzzeit, da Šefik durchspielte.